# Michael Pitt
Michael Pitt, född 10 april 1981 i West Orange i New Jersey, amerikansk skådespelare och sångare, som sjunger och spelar gitarr i bandet Pagoda, och har huvudrollen i filmen Last Days, som bygger på Kurt Cobains sista timmar i livet.

## Biografi

### Privatliv
Michael Pitt föddes i West Orange i New Jersey som den yngsta av fyra barn. När han var tio år gammal sade han till sina föräldrar att han ville bli en skådespelare. 
Han flyttade till New York City från New Jersey när han var 16 år, där han jobbade som cykelbud.

### Karriär
År 1999 gjorde Michael sin debut i pjäsen The Trestle at Pope Lick Creek på New York Theatre Workshop. En rollsättare som Michael misstog som en polis som försökte arrestera honom, märkte Pitt och rekommenderade honom för en gästroll på tv-serien Dawsons Creek, där han spelade Henry Parker i 15 avsnitt mellan 1999 och 2000.
Han hade också rollen som, Tommy Gnosis, den unge älskaren till den transsexuella rockstjärnan Hedwig i filmatiseringen av rockmusikalen Hedwig and the Angry Inch år 2001.
Han var också med i Asia Argentos The Heart Is Deceitful Above All Things, och hade huvudrollen i Gus Van Sants Last Days där han spelade en rockstjärna baserad på Nirvanas frontman Kurt Cobain. Han framförde alla låtar i filmen själv, och han påminde mycket starkt om Cobains gitarrspel och sångstil. På inspelningen träffade han Thurston Moore som spelar i bandet Sonic Youth, som hade blivit anlitad av Van Sant som filmens musikkonsult. Moore och Pitt blev nära vänner, och Moore skrev "Gus ville att jag skulle träffa Michael och prata om hans karaktär. Vi tillbringade mycket tid tillsammans, och min dotter Coco tror fortfarande att Michael är Blake från Last Days."
År 2007 spelade han mot Kiera Knightley i Silk, en film baserad på en roman av Alessandro Baricco. Han spelade huvudrollen som Hervé Joncour, en fransk silkesmasksmugglare som förälskar sig i en barons älskare när de är i Japan.
Samma år var han med i den romantiska komedin Delirious som en ung hemlös man som blir vän med kändisfotografen Steve Buscemi och blir kär i en popsångerska. Filmen var med på Sundance Film Festival.
Hans mer färska filmer är bland andra Funny Games U.S., Michael Hanekes nyinspelade version av hans egen film från 1997, tillsammans med Tim Roth och Naomi Watts.
Pitt sjunger och spelar gitarr i bandet Pagoda, vilkas album har blivit släppt av Universal/Fontana/Ecstatic Peace.
Michael Pitt har även en roll i Terence Winter's gangstergestaltande tv-serie Boardwalk Empire.

## Filmografi (urval)
Film
- 1998 – 54
- 2000 – Vem är Forrester?
- 2001 – Bully
- 2001 – Hedwig and the Angry Inch
- 2002 – Iskallt mord
- 2003 – The Dreamers
- 2004 – The Village
- 2004 – The Heart Is Deceitful Above All Things
- 2004 – Jailbait
- 2005 – Last Days
- 2006 – Delirious
- 2007 – Funny Games U.S.
- 2007 – Silk
- 2011 – Hugo
- 2014 – I Origins
- 2016 – Criminal
- 2017 – Ghost in the Shell

Television
- 1998 – Law & Order (TV-serie)
- 2000 – Dawsons Creek (TV-serie)
- 2002 – Law & Order: Special Victims Unit (TV-serie)
- 2010–2011 – Boardwalk Empire (TV-serie)
- 2014 – Hannibal (TV-serie)